# Zubaba
Zububa é uma aldeia palestina localizada 10 km a noroeste da cidade de Jenin, no norte da Cisjordânia . De acordo com o Bureau Central de Estatísticas da Palestina, a localidade tinha uma população estimada de 2322 habitantes em 2017.